# Glenea suensoni
Glenea suensoni é uma espécie de escaravelho da família Cerambycidae. Foi descrita por Leopold Heyrovský em 1939.